# Faustino Cordón Bonet
Faustino Cordón Bonet (Madrid, 22 de gener de 1909 - 22 de desembre de 1999), va ser un farmacèutic i biòleg espanyol.
Doctor en farmàcia a la Universitat de Madrid, va destacar per les seves investigacions en el camp de la biologia evolutiva. Creador el 1979, de la fundació per a la investigació sobre la biologia evolucionista. També és net de Baldomero Bonet y Bonet, catedràtic de química orgànica de la Universitat de Madrid .
Autor de la teoria evolucionista recollida en la seva extensa obra que integra d'una manera crítica els coneixements de la ciència experimental i dona resposta a un nou ordre de problemes biològics: com sorgeixen?, quina és la naturalesa?, i quina és la seqüència evolutiva dels principals tipus d'éssers vius?. Caracteritza a aquests per la seva capacitat d'acció i experiència en el seu medi específic.
Postula l'existència d'éssers vius de tres nivells d'integració (un nivell constituït per les proteïnes globulars, un nivell constituït per les cèl·lules, i un nivell constituït pels animals), de manera que cada ésser que viu en un nivell és el resultat de l'acció conjunta dels éssers vius de nivell inferior que integren el seu soma.
Sistematitza el seu treball de recerca en la seva obra principal, Tratado de Biología Evolucionista (Tractat de Biologia Evolucionista), que divideix en tres parts: 
- una part Primera, dedicada a naturalesa i evolució de la proteïna,

- una part Segona, dedicada a l'origen, naturalesa i evolució de la cèl·lula, i

- una part Tercera, dedicada l'origen, naturalesa i evolució dels animals (inclòs l'home).

A la seva mort va quedar pendent la part Tercera, encara que hi ha nombrosos texts en altres llibres en què avança la seva interpretació sobre ella.
Faustino Cordón va realitzar la part més important del seu treball científic durant la dictadura franquista, sempre des dels marges de les institucions acadèmiques de les quals va ser rebutjat primer pel seu compromís polític, i després per la seva actitud crítica amb la ciència oficial.
Va morir el mes de desembre de 1999 amb gairebé 91 anys.